# SN 2005ld
SN 2005ld – supernowa typu Ia odkryta 2 listopada 2005 roku w galaktyce A214000-0000. W momencie odkrycia miała maksymalną jasność 22,10m.